# Football Club Femminile Como 2000 2000-2001
Questa pagina raccoglie i dati riguardanti il Football Club Femminile Como 2000 nella stagione 2000-2001.

## Organigramma societario

### Staff tecnico
| Allenatore:           | Luigino Mosconi   |
| Preparatore atletico: | David Billi       |
| Medico sportivo:      | Alberto Giughello |
| Fisioterapista:       | Maria Pia Bianchi |

## Rosa
| N. |                   | Ruolo | Calciatrice         |
| -- | ----------------- | ----- | ------------------- |
|    | Italia (bandiera) | P     | Sara Madeddu        |
|    | Italia (bandiera) | P     | Paola Radice        |
|    | Italia (bandiera) | P     | Maria Luisa Ranzani |
|    | Italia (bandiera) | D     | Federica Arighi     |
|    | Italia (bandiera) | D     | Pamela Campisano    |
|    | Italia (bandiera) | D     | Elena Cecchetto     |
|    | Italia (bandiera) | D     | Gaia Franken        |
|    | Italia (bandiera) | D     | Ada Motti           |
|    | Italia (bandiera) | D     | Lucia Motti         |
|    | Italia (bandiera) | C     | Sabrina Bonanata    |
|    | Italia (bandiera) | C     | Elisa Ceresola      |
|    | Italia (bandiera) | C     | Chiara Del Menico   |

| N. |                   | Ruolo | Calciatrice        |
| -- | ----------------- | ----- | ------------------ |
|    | Italia (bandiera) | C     | Michela Pellizzoni |
|    | Italia (bandiera) | C     | Ilenia Prati       |
|    | Italia (bandiera) | C     | Nicole Sangiorgio  |
|    | Italia (bandiera) | C     | Barbara Testa      |
|    | Italia (bandiera) | A     | Greta Bellini      |
|    | Italia (bandiera) | A     | Paola Brumana      |
|    | Italia (bandiera) | A     | Monica Carminati   |
|    | Italia (bandiera) | A     | Linda Cogliati     |
|    | Italia (bandiera) | A     | Monica Iustoni     |
|    | Italia (bandiera) | A     | Monica Mancini     |
|    | Italia (bandiera) | A     | Francesca Moro     |
|    | Italia (bandiera) | A     | Silvia Regalini    |

## Calciomercato

### Sessione estiva
| Acquisti | Acquisti | Acquisti | Acquisti |
| R.       | Nome     | da       | Modalità |
| -------- | -------- | -------- | -------- |
|          |          |          |          |

| Cessioni | Cessioni | Cessioni | Cessioni |
| R.       | Nome     | a        | Modalità |
| -------- | -------- | -------- | -------- |
|          |          |          |          |

## Risultati

### Coppa Italia
| 3 settembre 2000 1º turno, gruppo 3 - 1ª giornata | Vallassinese | 1 – 3 | Como 2000 |  |

| 10 settembre 2000, ore 16:00 CEST 1º turno, gruppo 2 - 3ª giornata | Como 2000 | 2 – 1 | Tradate Abbiate |  |

| 6 dicembre 2000, ore 14:30 CET 2º turno, gruppo 1 - 2ª giornata | Como 2000 | 2 – 2 | Sarzana |  |

| 6 dicembre 2000, ore 14:30 CET 2º turno, gruppo 1 - 3ª giornata | La Chivasso | 2 – 0 | Como 2000 |  |

## Statistiche

### Statistiche di squadra
| Competizione | Punti | In casa | In casa | In casa | In casa | In casa | In casa | In trasferta | In trasferta | In trasferta | In trasferta | In trasferta | In trasferta | Totale | Totale | Totale | Totale | Totale | Totale | DR  |
| Competizione | Punti | G       | V       | N       | P       | Gf      | Gs      | G            | V            | N            | P            | Gf           | Gs           | G      | V      | N      | P      | Gf     | Gs     | DR  |
| ------------ | ----- | ------- | ------- | ------- | ------- | ------- | ------- | ------------ | ------------ | ------------ | ------------ | ------------ | ------------ | ------ | ------ | ------ | ------ | ------ | ------ | --- |
| Serie B      | 48    | 9       | -       | -       | -       | -       | -       | 9            | -            | -            | -            | -            | -            | 18     | 16     | 0      | 2      | 59     | 14     | +45 |
| Coppa Italia | -     | 2       | 1       | 0       | 1       | 7       | 2       | 2            | 1            | 1            | 0            | 6            | 2            | 4      | 2      | 1      | 1      | 13     | 4      | +9  |
| Totale       | -     | 17      | -       | -       | -       | -       | -       | 17           | -            | -            | -            | -            | -            | 34     | 8      | 4      | 22     | 46     | 84     | -38 |

### Andamento in campionato
| Giornata  | 1 | 2 | 3 | 4 | 5 | 6 | 7 | 8 | 9 | 10 | 11 | 12 | 13 | 14 | 15 | 16 | 17 | 18 |
| --------- | - | - | - | - | - | - | - | - | - | -- | -- | -- | -- | -- | -- | -- | -- | -- |
| Luogo     |   |   |   |   |   |   |   |   |   |    |    |    |    |    |    |    |    |    |
| Risultato |   |   |   |   |   |   |   |   |   |    |    |    |    |    |    |    |    |    |
| Posizione |   |   |   |   |   |   |   |   |   |    |    |    |    |    |    |    |    |    |

Legenda:

Luogo: C = Casa; T = Trasferta. Risultato: V = Vittoria; N = Pareggio; P = Sconfitta.

### Statistiche delle giocatrici
| Giocatore             | Serie B  | Serie B | Serie B     | Serie B    | Coppa Italia | Coppa Italia | Coppa Italia | Coppa Italia | Totale   | Totale | Totale      | Totale     |
| Giocatore             | Presenze | Reti    | Ammonizioni | Espulsioni | Presenze     | Reti         | Ammonizioni  | Espulsioni   | Presenze | Reti   | Ammonizioni | Espulsioni |
| --------------------- | -------- | ------- | ----------- | ---------- | ------------ | ------------ | ------------ | ------------ | -------- | ------ | ----------- | ---------- |
| F. Arighi             | 2        | 0       | ?           | ?          | ?            | ?            | ?            | ?            | 2+       | 0+     | ?           | ?          |
| G. Bellini            | 2        | 1       | ?           | ?          | ?            | ?            | ?            | ?            | 2+       | 1+     | ?           | ?          |
| S. Bonanata           | 13       | 2       | ?           | ?          | ?            | ?            | ?            | ?            | 13+      | 2+     | ?           | ?          |
| P. Brumana            | 15       | 10      | ?           | ?          | ?            | ?            | ?            | ?            | 15+      | 10+    | ?           | ?          |
| P. Campisano          | 10       | 0       | ?           | ?          | ?            | ?            | ?            | ?            | 10+      | 0+     | ?           | ?          |
| M. Carminati          | 18       | 0       | ?           | ?          | ?            | ?            | ?            | ?            | 18+      | 0+     | ?           | ?          |
| E. Cecchetto          | 12       | 0       | ?           | ?          | ?            | ?            | ?            | ?            | 12+      | 0+     | ?           | ?          |
| E. Ceresola           | 2        | 0       | ?           | ?          | ?            | ?            | ?            | ?            | 2+       | 0+     | ?           | ?          |
| L. Cogliati           | 1        | 0       | ?           | ?          | ?            | ?            | ?            | ?            | 1+       | 0+     | ?           | ?          |
| C. Del Menico         | 14       | 6       | ?           | ?          | ?            | ?            | ?            | ?            | 14+      | 6+     | ?           | ?          |
| G. Franken            | 9        | 0       | ?           | ?          | ?            | ?            | ?            | ?            | 9+       | 0+     | ?           | ?          |
| M. Iustoni            | 18       | 6       | ?           | ?          | ?            | ?            | ?            | ?            | 18+      | 6+     | ?           | ?          |
| M. Mancini            | 17       | 11      | ?           | ?          | ?            | ?            | ?            | ?            | 17+      | 11+    | ?           | ?          |
| F. Moro               | 2        | 0       | ?           | ?          | ?            | ?            | ?            | ?            | 2+       | 0+     | ?           | ?          |
| A. Motti              | 9        | 0       | ?           | ?          | ?            | ?            | ?            | ?            | 9+       | 0+     | ?           | ?          |
| L. Motti              | 14       | 0       | ?           | ?          | ?            | ?            | ?            | ?            | 14+      | 0+     | ?           | ?          |
| M. Pellizzoni         | 18       | 3       | ?           | ?          | ?            | ?            | ?            | ?            | 18+      | 3+     | ?           | ?          |
| I. L. Perin           | 1        | 0       | ?           | ?          | ?            | ?            | ?            | ?            | 1+       | 0+     | ?           | ?          |
| I. Prati Ilenia Prati | 18       | 2       | ?           | ?          | ?            | ?            | ?            | ?            | 18+      | 2+     | ?           | ?          |
| P. Radice             | 1        | -1      | ?           | ?          | ?            | ?            | ?            | ?            | 1+       | -1+    | ?           | ?          |
| M. L. Ranzani         | 18       | -13     | ?           | ?          | ?            | ?            | ?            | ?            | 18+      | -13+   | ?           | ?          |
| S. Regalini           | 16       | 13      | ?           | ?          | ?            | ?            | ?            | ?            | 16+      | 13+    | ?           | ?          |
| N. Sangiorgio         | 1        | 1       | ?           | ?          | ?            | ?            | ?            | ?            | 1+       | 1+     | ?           | ?          |
| B. Testa              | 14       | 1       | ?           | ?          | ?            | ?            | ?            | ?            | 14+      | 1+     | ?           | ?          |